# Dissen

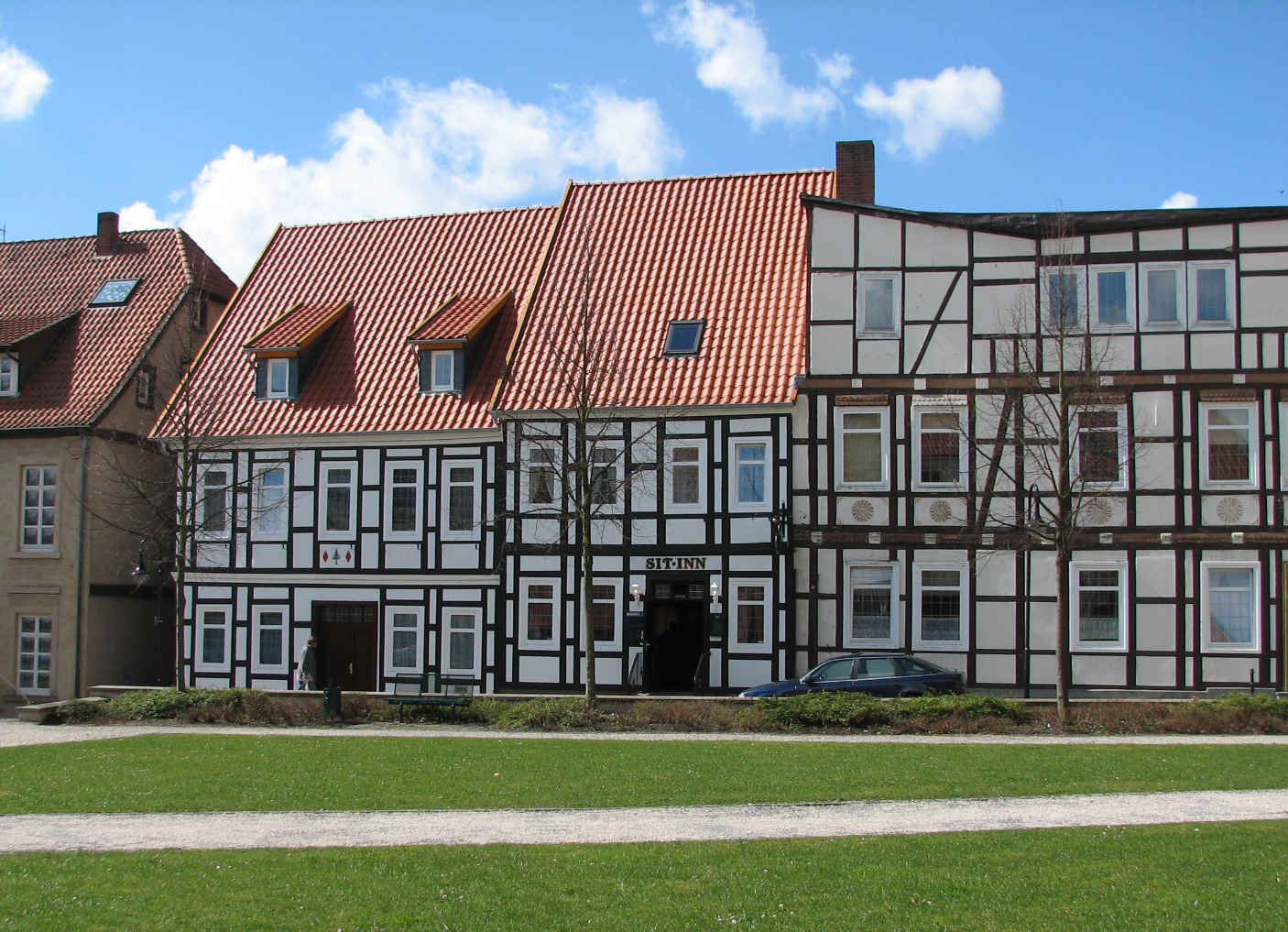
Stadsbild.

Dissen am Teutoburger Wald eller bara Dissen är en stad i Landkreis Osnabrück i Niedersachsen i Tyskland.

## Historia
I april 1832 förstörde en större brand 32 byggnader och lämnade 200 hemlösa.
Den 8 november 1951 fick Dissen stadsrättigheter. Sedan 26 maj 2019 är Eugen Görlitz (CDU) borgmästare.

### Inkorporeringar
Den 1 april 1974 fanns det ett områdesutbyte mellan staden Dissen och staden Bad Rothenfelde, där Dissen fick drygt 100 invånare, men förlorade också nästan 600 invånare.

### Befolkningsutveckling
Följande översikt visar befolkningstal för Dissen.
| År   | Folkmängd |
| ---- | --------- |
| 1961 | 6962      |
| 1970 | 7433      |
| 1987 | 8060      |
| 1990 | 8401      |
| 1995 | 9010      |
| 2000 | 9222      |
| 2005 | 9322      |
| 2010 | 9271      |
| 2011 | 9396      |
| 2014 | 9270      |
| 2015 | 9390      |
| 2017 | 9689      |
| 2018 | 9882      |

## Politik

### Statsråd
Följande tabell visar kommunvalets resultat sedan 1996.
| 1996–2001 | 37,9 | 9  | 46,2 | 11 | 2,8 | 1 | 5,6 | 1 | 7,5  | 1 | 100 | 23 | 64,5 |
| 2001–2006 | 45,3 | 12 | 42,6 | 11 | 2,4 | 0 | 3,6 | 0 | 6,1  | 2 | 100 | 25 | 58,6 |
| 2006–2011 | 45,9 | 10 | 40,1 | 9  | 4,1 | 1 | 4,8 | 1 | 5,1  | 1 | 100 | 22 | 48,7 |
| 2011–2016 | 40,9 | 9  | 39,4 | 9  | 7,2 | 1 | 3,0 | 1 | 9,5  | 2 | 100 | 22 | 50,1 |
| 2016–2021 | 45,3 | 10 | 25,7 | 5  | 7,7 | 2 | –   | – | 21,3 | 5 | 100 | 22 | 49,6 |
| Procentsatser rundade. Källor: Landesbetrieb für Statistik und Kommunikationstechnologie Niedersachsen, Landkreis Osnabrück. |      |    |      |    |     |   |     |   |      |   |     |    |      |

### Borgmästare
- Georg Majerski (2005-2011)
- Hartmut Nümann (2011-2019)
- Eugen Görlitz  (2019-Nuvarande)

### Vapensköld
Blasonering: I grönt under en gyllene bladkrona ett guldhjul med fem talar.

### Vänorter
- Dissen-Striesow, Landkreis Spree-Neiße, Brandenburg
- Gudensberg, Schwalm-Eder-Kreis, Hessen
- Thum, Erzgebirgskreis, Sachsen